# Геттлман, Джеффри
Джеффри Геттлман (англ. Jeffrey Gettleman) — журналист The New York Times, выигравший в 2012 году Пулитцеровскую премию за международный репортаж за статьи о восточно-африканских кризисах.

## Биография
Джеффри Геттлман родился в еврейской семье, проживавшей в городе Эванстон, штат Иллинойс. Получив степень бакалавра философии в Корнельском университете, юноша смог продолжить обучение в Оксфордском университете благодаря стипендии Маршала.
В 2002 году журналист присоединился к изданию The New York Times, для которого вёл репортажи из Ирака. Всего за свою карьеру он освещал политическую обстановку в 12 странах, наибольшее внимание уделяя внутренним конфликтам Кении, Конго, Сомали, Судана и Эфиопии. Так, он дольше всех в истории NYTimes возглавлял восточно-африканское бюро газеты. За время своего назначения в 2006—2017 годах Геттлман неоднократно давал комментарии об основных проблемах региона, например, о военных конфликтах в Руанде, политике Муамара Каддафи, отделении Южного Судана. Его регулярные репортажи о голоде и конфликтах в Восточной Африке, привлекли в 2012 году внимание жюри Пулитцеровской премии за международный репортаж. В 2018 году Геттлман описал свой опыт международного журналиста в мемуарах «Люблю, Африка» (англ. Love Africa).
В Книге «Упорство: сила страсти и настойчивости» (англ. Grit: The Power of Passion and Perseverance) автор Анджела Дакворт описывает Джеффри Геттлмана следующим образом: 

Он своего рода знаменитость в мире международной журналистики, и многие восхищаются его смелостью писать истории, которые ставят под угрозу его жизнь, а ещё его готовностью неуклонно сообщать о событиях, которые немыслимо ужасны.
 Во время своих командировок корреспондент действительно подвергался опасности: он перенёс малярию, попадал под обстрел в Ираке и плен в Африке.
Геттлман неоднократно участвовал в дискуссиях и конференциях, посвящённых африканским проблемам, выступал с прогнозами о развитии политических конфликтов на востоке континента. Он также выступал в качестве комментатора на CNN, BBC, PBS, NPR, ABC и Шоу Чарли Роуза. Статьи Геттлмана появлялись в The New York Times Magazine, Foreign Policy, The New Republic, GQ и других изданиях. К 2020 году журналиста перевели в индийское отделение New York Times, где он освещал развитие пандемии COVID-19.

## Семья и личная жизнь
Джеффри Геттлман родился в семье Джойс и Роберта Геттлманов. В 2005 году его отец, заседавший в Федеральном окружном суде Северного округа штата Иллинойс, самостоятельно провёл свадьбу сына и Кортни Моррис.